# Bujía de precalentamiento
Una bujía de precalentamiento (también llamada calentador) es un dispositivo que ayuda al motor diésel a arrancar en frío. Este dispositivo es una pieza metálica con un elemento eléctrico que hace de resistencia calentadora en su extremo cerámico.
El sistema del calentador puede consistir en una única bujía calentadora para el colector de admisión o una por cada cilindro. En sistemas más antiguos, el conductor debía activar el sistema de precalentamiento manualmente y esperar unos 20 segundos para poder arrancar el motor. Los sistemas más modernos activan los calentadores automáticamente antes de arrancar el motor y se detienen cuando han alcanzado la temperatura adecuada.

## Diseño

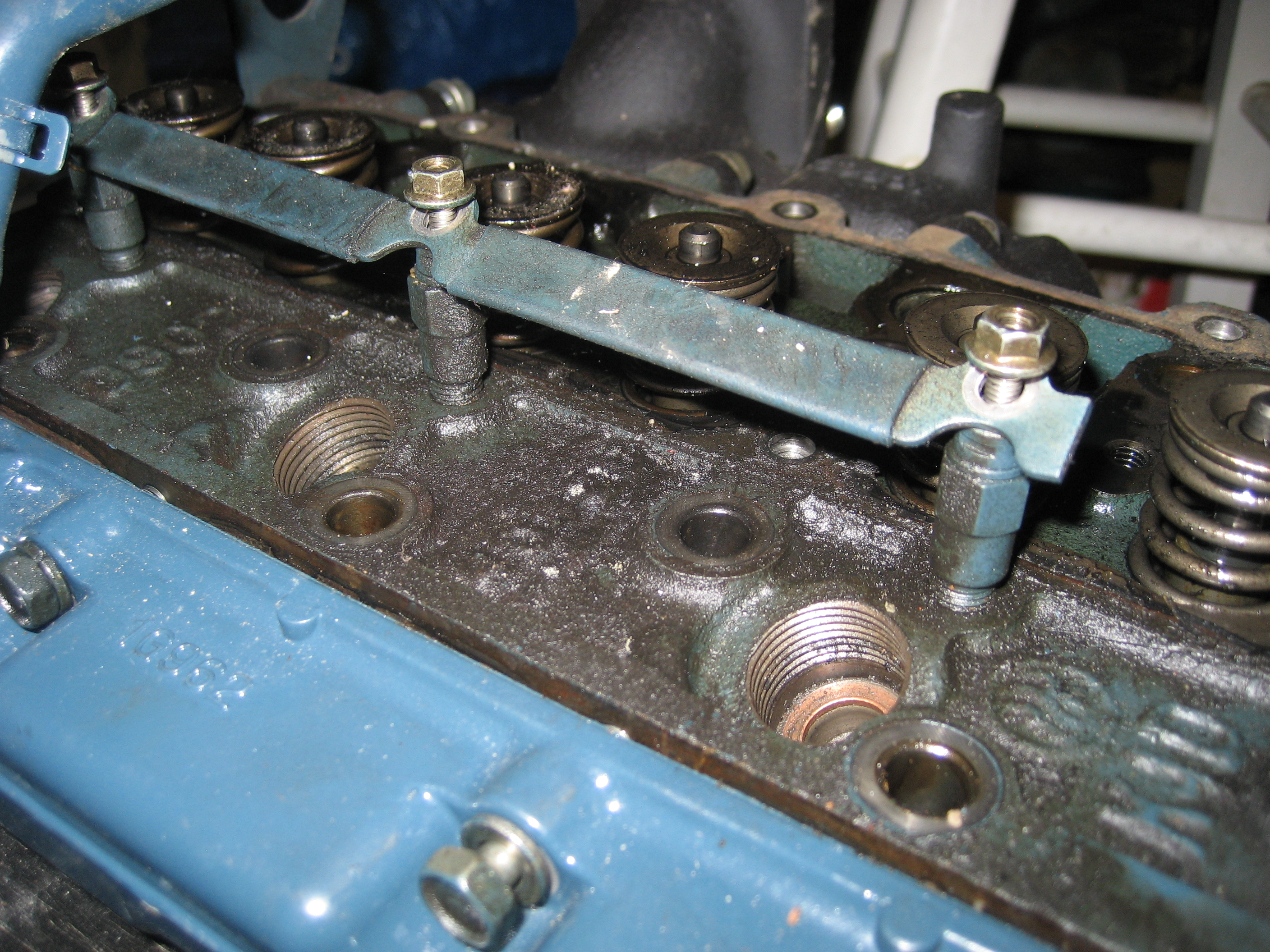
Bujías de precalentamiento situadas bajo la barra de contacto de un pequeño motor Kubota.

Las bujías de precalentamiento son una pieza de metal con forma de lápiz con un elemento calefactor en la punta. Cuando una corriente eléctrica fluye a través de este elemento, se produce una gran cantidad de calor debido a su resistencia eléctrica, compuesta de platino e iridio, resistente a la oxidación. Estas bujías de precalentamiento o calentadores solo entran en funcionamiento para arrancar un motor diésel y no durante su funcionamiento normal. No deben confundirse con la bujía de los motores de gasolina.
Su funcionamiento se limita a ayudar a la puesta en marcha, en el momento que el motor de arranque hace que entre en funcionamiento, dejan de funcionar, así como cuando alcanzan su temperatura de funcionamiento. Los motores diésel, a diferencia de los motores de gasolina, no usan bujías, sino que usan este sistema en su lugar. Al aumentar la temperatura del cilindro, aumenta la presión del aire en la cámara de combustión, permitiendo una mejor combustión al comprimir el combustible diésel. Cuando el motor está frío, la energía térmica es absorbida por el pistón y el bloque motor, esto provoca que el motor pierda mucho calor de compresión y pueda tener dificultades para el arranque, pudiendo llegar a no arrancar. Los calentadores solucionan esto invirtiendo potencia calórica a las cámaras de combustión del motor, para evitar ese problema.

## Método de activación

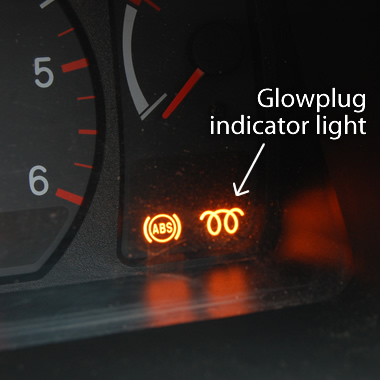
Icono luminoso en el cuadro de instrumentos de un coche diésel. Indica que los calentadores están en funcionamiento y el conductor debe esperar para accionar la ignición.

En los vehículos más antiguos, el conductor tiene que activar manualmente los calentadores y esperar un máximo de 20 segundos para arrancar el motor. Este procedimiento se realiza dejando la llave en la primera posición, haciendo que se encienda el testigo naranja de una bobina que representa el funcionamiento de los calentadores. Una vez se apaga el testigo, se puede girar la llave a la posición de arranque, ya que eso indicaría que el proceso de precalentamiento del motor ya ha finalizado. Cuando el motor está en funcionamiento, algunos coches tienen el testigo unos segundos encendido, indicando que los calentadores están llevando el motor a la temperatura de funcionamiento ideal, para reducir las emisiones de humo diésel. En otras ocasiones, un testigo de calentadores encendido, puede significar un mal funcionamiento de los calentadores y, probablemente, indique que se deben cambiar.
Algunos vehículos modernos activan los calentadores cuando el conductor abre el vehículo, simplificando el proceso de y acortando el tiempo de espera para que el motor pueda arrancar. Además, el tiempo necesario para precalentar el motor se ha reducido a 6 u 8 segundos.
Por lo general, todos los vehículos incluyen una luz de aviso que se apaga cuando el motor se ha precalentado correctamente.